# Prințesa Regina de Saxa-Meiningen
Prințesa Regina de Saxa-Meiningen (6 ianuarie 1925 – 3 februarie 2010), a fost membră a Casei de Wettin. A fost soția lui Otto von Habsburg, fiul cel mare al ultimului împărat al Austriei, Carol I și al împărătesei Zita de Bourbon-Parma.

## Biografie
S-a născut la Würzburg și a fost copilul cel mic din cei patru ai Prințului Georg de Saxa-Meiningen și ai contesei Klara Maria. Regina a fost singura dintre frații ei care a avut copii. Fratele ei mai mare, Anton Ulrich, a murit la vârsta de 20 de ani ucis în Al Doilea Război Mondial. Alt frate, Frederick Alfred, a devenit călugăr și a renunțat la drepturile sale succesorale. Singura soră a Reginei, Marie Elisabeth, a murit la vârsta de trei luni în 1923.
La 10 mai 1951, la Nancy, Franța, Regina s-a căsătorit cu Otto, Prinț Moștenitor al Austriei, fiul ultimului împărat al Austriei, cu binecuvântarea Papei Pius al XII-lea. De la 10 mai 1954 până la deceseul său din 2010, Regina și Otto au trăit împreună la reședința lui oficială, Vila Austria, numită de asemenea "Kaiservilla" (Vila împăratului), în Pöcking în apropiere de Lacul Starnberg.
Regina von Habsburg a murit la Pöcking la 3 februarie 2010, la vârsta de 85 de ani, din cauze care nu au fost făcute publice și a fost înmormântată la Veste Heldburg la 10 februarie.